# Alberto Meschi
Alberto Meschi (Borgo San Donnino, 27 maggio 1879 – Carrara, 11 dicembre 1958) è stato un anarchico e sindacalista italiano.

## Biografia
Muratore e autodidatta, fin da ragazzo entra nelle organizzazioni operaie della Spezia. Nel 1905 emigra in Argentina dove continua per quattro anni la sua opera sindacale, espulso e torna in Italia e dal 1911 dirige la Camera del Lavoro di Carrara a capo delle lotte dei cavatori apuani e dei lavoratori della Versilia, soldato nella 1ª Guerra Mondiale, finisce prigioniero nei Carpazi, alla fine del conflitto ritorna a casa e riprende subito il suo posto a Carrara, entrando a far parte del Consiglio generale dell'Unione Sindacale Italiana. Dopo l'avvento del fascismo nel maggio 1922 Meschi ripara in Francia è tra i fondatori della Concentrazione Antifascista e della Lega italiana diritti dell'uomo. Lo ritroviamo in Spagna durante la guerra civile nella Colonna Rosselli, sino alla caduta della Repubblica, ritornato in Francia viene arrestato dal governo collaborazionista di Petain. Alla fine del 1943 con una rocambolesca fuga ritorna in Italia e, all'indomani della Liberazione del 25 aprile 1945, viene incaricato dal CLN di dirigere la Camera del lavoro di Carrara, che resse sino al 1947. Da allora, per circa 20 anni sino alla morte ha continuato ad interessarsi di problematiche sindacali unitarie svolgendo anche attività pubblicista dedicandosi alla pubblicazione de "Il Cavatore", un foglio sindacale.

## Sindacato

### Provvedimenti sindacali
Con la vita avventurosa e la sua opera di sindacalista è diventato il personaggio simbolo del sindacalismo apuano. Segretario della Camera del Lavoro dal 1911 all'immediato dopoguerra, con la parentesi del Ventennio, Meschi dal carattere tenace e spigoloso ma anche capace uomo di mediazione nelle lunghe contrattazioni sindacali, seppe comporre le lacerazioni interne fra componenti socialiste, repubblicane ed anarchiche e guidare i lavoratori a conquiste sindacali e sociali che rimasero esemplari: la più rilevante, probabilmente, fu la riduzione dell'orario da 12 ore a 6,50 per i lavoratori del marmo.